# Saint-Pierre-les-Becquets
Saint-Pierre-les-Becquets es un municipio canadiense situado en la provincia de Quebec.

## Superficie
Saint-Pierre-les-Becquets tiene una superficie de 48,14 km².

## Demografía
En 2021, tenía 1183 habitantes, una densidad poblacional de 24,6 hab./km², y 627 viviendas.